# Водний салют

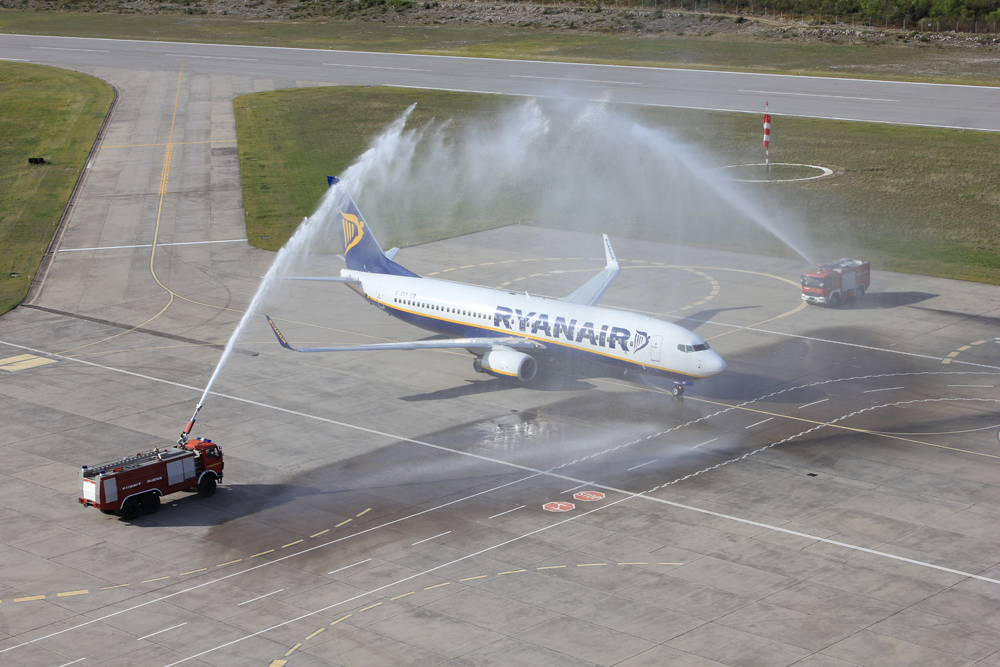
Водний салют відзначає перший рейс Ryanair в аеропорті Рієка у 2011 році

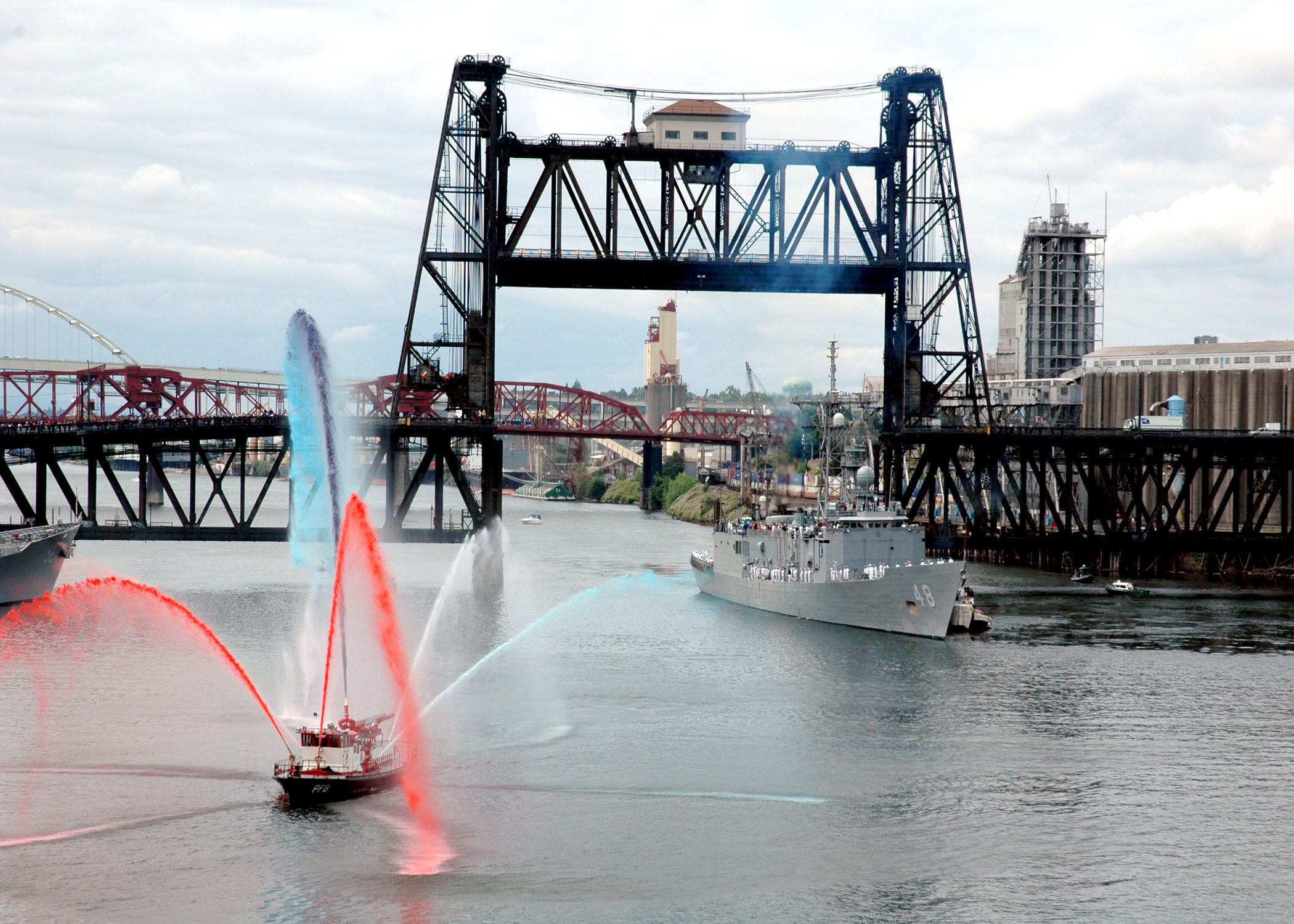
Пожежний катер дає Водний салют на честь USS Vandegrift у Сталевого моста в Портленді, штат Орегон

Водний салют — це урочиста церемонія, яка відзначає якусь важливу подію в авіації чи флоті.
Водний салют в авіації здійснюється, коли літак рухається під струменями води, що викидається однією або декількома пожежними машинами.
В аеропорту, як правило, парна кількість транспортних засобів вибудовується перпендикулярно з боків рульової доріжки або перону, а струмені води утворюють ряд арок. Символічно, що церемонія виглядає як весільна процесія, що йде під весільною аркою або аркою із шабель (на весіллі військових).
Зазвичай водними салютами заведено відзначати перший або останній рейс авіакомпанії в конкретному аеропорту, перший або останній рейс повітряного судна конкретного типу, виходу на пенсію старшого пілота авіакомпанії або старшого авіадиспетчера або інші особливі події.
Коли літак Конкорд здійснив свій останній рейс із міжнародного аеропорту Джона Ф. Кеннеді, для водного салюту використовувалися різнокольорові струмені блакитного, білого і червоного кольорів.
Водний салют був даний і на честь президента США Дональда Трампа під час його першого вильоту з аеропорту Ла-Гуардія після перемоги на президентських виборах у 2016 році.
На флоті Водний салют найчастіше дається пожежними катерами. Ним заведено відзначати перший або останній візит капітана корабля або його відставку, перший або останній круїз корабля, відвідування військового корабля або інші церемоніальні випадки.